# Tom Chris Korologos
Tom Chris Korologos (Salt Lake City, 6 aprile 1933 – Washington, 26 luglio 2024) è stato un politico, diplomatico e giornalista statunitense.

## Biografia

### Origini
Tom Chris Korologos nacque il 6 aprile 1933 a Salt Lake City da due immigrati greci

### Formazione e carriera
Korologos cominciò la carriera di giornalista al The Salt Lake Tribune, per lavorare poi al New York Herald Tribune, al Long Island Press, e all'Associated Press. Nel 1956 si laureò all'università dello Utah, conseguendo poi nel 1958 il Master of Science in giornalismo alla Columbia University Graduate School of Journalism.
Dal 1962 al 1971 lavorò per il senatore Wallace F. Bennett, per poi entrare nelle amministrazioni Nixon e Ford tra il 1971 e il 1975. Divenne uno stretto collaboratore di Ronald Reagan e George W. Bush. Fu tra i cofondatori di Timmons & Company, società di lobbisti, nel 1975.
In seguito ricoprì diversi ruoli nell'amministrazione pubblica statunitense: tra gli altri, fu consigliere del Congresso, consigliere di due presidenti, consigliere di Paul Bremer per le attività dell'Autorità provvisoria della coalizione in seguito alla guerra in Iraq, membro dell'agenzia indipendente Broadcasting Board of Governors.
Lo stesso presidente Bush junior lo nominò nel 2004 ambasciatore in Belgio, ruolo ricoperto fino al 2007.
Morì a Washington il 26 luglio 2024 all'età di 91 anni.

## Vita privata
Con la prima moglie Joy ebbe tre figli: Paula (attrice), Ann e Philip. Rimasto vedovo nel 1997, si risposò poi con l'ex Segretario del Lavoro degli Stati Uniti negli anni di Ronald Reagan, Ann McLaughlin Korologos.